# Jürgen Litz
Jürgen Litz (* 8. Oktober 1938 in Essen) ist ein ehemaliger deutscher Ruderer. Er gewann 1960 in Rom olympisches Gold.

## Werdegang
1959 war der Düsseldorfer Vierer mit in der Besetzung Klaus Wegner, Gerd Cintl, Horst Effertz, Claus Heß mit Steuermann Michael Obst Europameister geworden. Bei den deutschen Rudermeisterschaften 1960 stellte der Düsseldorfer Trainer Theo Cohnen einen Achter zusammen, der das von Karl Adam trainierte Boot vom Ratzeburger Ruderclub herausfordern sollte. Der Düsseldorfer Achter in der Besetzung Klaus Wegner, Jürgen Litz, Manfred Uellner, Gerd Cintl, Horst Effertz, Dr. Claus Heß, Klaus Riekemann, Günter Schroers und Steuermann Michael Obst wurde bei der deutschen Meisterschaft Zweiter hinter dem Ratzeburger Boot, das bei den Olympischen Spielen in Rom Gold gewinnen sollte.
Für seine sportlichen Leistungen wurde er am 8. Oktober 1960 mit dem Silbernen Lorbeerblatt ausgezeichnet.
Für den RC Germania fuhr der Vierer mit zu den Regatten auf dem Albaner See. In der Besetzung Gerd Cintl, Horst Effertz, Klaus Riekemann, Jürgen Litz und Michael Obst gewann das Boot sowohl Vorlauf als auch Zwischenlauf mit der jeweils schnellsten Zeit. Auch im Finale konnte sich das Boot sicher gegen das französische Boot durchsetzen.
Litz startete für den Ruderclub Germania Düsseldorf 1904.